# مجموعة عمل فقر الأطفال
مجموعة عمل فقر الأطفال، أو  فريق عمل فقر الأطفال (CPAG) هو UK الخيرية التي تعمل على تخفيف الفقر والاستبعاد الاجتماعي
التاريخ:
اجتمع  الفريق لأول مرة في 5 مارس 1965 ، في اجتماع نظمه هارييت سي ويلسون
وجاء بعد  عقب نشر بريان أبيل سميث وبيتر تاونسند عمل الصورة الفقراء والأشد فقرا  كلا الرجلين كانا من الأعضاء المؤسسين للمجموعة.
في الاجتماع الثاني ، كانت إحدى النقاط التي أثيرت هي أنه على الرغم من أن زيادة علاوة الأسرة قد تكون أبسط الطرق وأكثرها إنصافًا للتغلب على فقر الأسر الكبيرة ، فمن المحتمل أن تكون هناك صعوبات كبيرة في إحداث تغيير من هذا النوع ، ويرجع ذلك جزئيًا إلى من الخوف من أن هذا من شأنه أن يشجع الناس على تكوين أسر كبيرة، كان من أول  إجراءاتها إرسال رسالة إلى رئيس الوزراء بتاريخ 22 ديسمبر 1965 موقعة من عدد من الشخصيات العامة المرموقة نصت على ما يلي:
ربما لا يتفق جميع الموقعين على هذه الرسالة على التفاصيل الدقيقة لخطة الإصلاح: لكننا متفقون على أنه ينبغي اتخاذ إجراءات لتحقيق تحسن جذري في مستوى معيشة الأسر الفقيرة ونرغب في لفت انتباهكم إلى هذه المذكرة. نطالب بإعادة النظر في الترتيبات الحالية للعلاوات الأسرية وبدلات الأطفال ومراجعتها ، ودفع مخصصات مباشرة أكبر فيما يتعلق بالأطفال في الأسر الأشد فقراً.
كان توني لينز أول سكرتير متفرغ للمجموعة في عام 1966. عمل فرانك فيلد كمدير للمجموعة من 1969 إلى 1979 وتبعه روث ليستر (1979-1987) وفران بينيت ، ولاحقًا كيت جرين 2004- 2009
الأهداف التنظيمية:
الاهداف  المعلنة لـ CPAG هي:
إذكاء الوعي بأسباب الفقر ونطاقه وطبيعته وتأثيره واستراتيجيات القضاء عليه والوقاية منه
إحداث تغييرات إيجابية في السياسة للأسر التي لديها أطفال فقراء
تمكن المستحق للمحافظة على الدخل من الحصول على استحقاقاتهم الكاملة
الأنشطة:
بحث ونشر أحدث الحقائق والأرقام المتعلقة بفقر الأسرة والأطفال في المملكة المتحدة
الضغط على حكومة المملكة المتحدة ، وقيادة ودعم الحملات من أجل سياسات فعالة لمنع وتخفيف والقضاء على فقر الأطفال والأسرة
تقديم معلومات محدثة ونصائح موثوقة حول أنظمة الضمان الاجتماعي والائتمانات الضريبية في المملكة المتحدة
إجراء دورات تدريبية في مجال حقوق الرعاية ، للمستشارين الجدد وذوي الخبرة ، لمساعدتهم على مواكبة التطورات في الضمان الاجتماعي والإعفاءات الضريبية
إجراء اختبار حالات تمديد تفسير القانون لصالح المطالبين في الضمان الاجتماعي، والإعفاءات الضريبية والقانون ذات الصلة به، حيث تعتمد محكمة العدل الأوروبية والمحكمة الأوروبية لحقوق الانسان